# Uhlířský vrch
Der Uhlířský vrch (deutsch Köhlerberg) ist ein Berg nahe Bruntál  (Freudenthal) in Tschechien, an dessen Spitze sich die barocke Wallfahrtskirche Maria Hilf befindet. Die Gipfel bietet gute Weitsicht auf die umliegenden Gipfel des Niederen Gesenkes (Nízký Jeseník) und des Altvatergebirges (Hrubý Jeseník).

## Naturdenkmal
Der aufgegebene Tuffsteinbruch am Südhang des Köhlerbergs wurde 1966 zum Naturdenkmal erklärt.

## Wallfahrtskirche Maria Hilf
Die ursprüngliche hölzerne Wallfahrtskapelle wurde 1653 von Statthalter Augustin Oswald von Lichtenstein als weithin sichtbares Symbol für den Sieg der Gegenreformation errichtet. An der Stelle der Kapelle wurde 1755–1765 von Architekt Georg Friedrich eine einschiffige barocke Kirche erbaut. Eine Kopie des Gnadenbilds Mariahilf wurde in der neuen Wallfahrtskirche angebracht. Von besonderem Interesse sind die äußeren Mosaike am Vordereingang, die St. Peter und St. Paul darstellen, das von 1925 stammt.

## Lindenallee
Die Straße zum Gipfel des Hügels ist von einer vierreihigen Lindenallee gesäumt. Die Gasse wurde 1766–1770 vom freien Oberbefehlshaber von Riedheim bepflanzt. 1973 wurden die Bäume der Allee für denkwürdig erklärt, 20 Jahre später wurde das gesamte Gebiet einschließlich der Lindengasse zum Kulturdenkmal der Tschechischen Republik erklärt.

## Kreuzweg
Entlang dem oberen Teil der Lindenallee stehen 14 Kreuzwegsstationen, gemalt von Franz Templer nach Vorlagen von Gebhard Fugel.